# Thorkild Holst
 Der er for få eller ingen kildehenvisninger i denne artikel, hvilket er et problem. Du kan hjælpe ved at angive troværdige kilder til de påstande, som fremføres i artiklen.

Thorkild Holst (29. september 1908 – 4. februar 2005) var en dansk typograf, tegner, journalist, redaktør, modstandsmand, folketingsmedlem og kommunist. 
Holst var i en menneskealder bidragyder til den danske kommunistiske presse som typograf, journalist, redaktør og satirisk tegner. Han melder sig i november 1928 ind i Danmarks Kommunistiske Parti (DKP), han var fra 1930 og til året efter formand for Danmarks Kommunistiske Ungdom (DKU). Han var efter hans formandskab af DKU trådt ind i centralkomiteen af DKP, en central plads i partiet som han efter hans afgang som formand beholdt.
Holst var også en del af ledelsen af det illegale DKP under besættelsen og som sådan med til at organisere modstandskampen, han havde til opgave at organiser partiets modstand på Sjælland og Lolland-Falster. Sammen med Børge Houmann etablerede han de første kommunistiske sabotagegrupper, som havde deres første (mislykkede) aktioner på toårsdagen for besættelsen, 9. april 1942. Sabotagegrupperne blev senere til KOPA (Kommunistiske Partisaner), som senere igen blev til BOPA (Borgerlige Partisaner) i samarbejde med ikke-kommunister.
Holst startede på Arbejderbladet i starten af 1930'erne og fortsatte efter krigen på Land og Folk, som blev dagblad i 1945. På begge aviser var han i perioder ansvarshavende chefredaktør, men det meste af tiden var han redaktionssekretær, på Land og Folk var han chefredaktør fra 1970 til 1978. Ved folketingsvalget i 1945 blev han valgt ind for DKP, men røg ud igen, da den kommunistiske gruppe blev halveret ved valget i 1947.